# کاپیتول ایالت تنسی

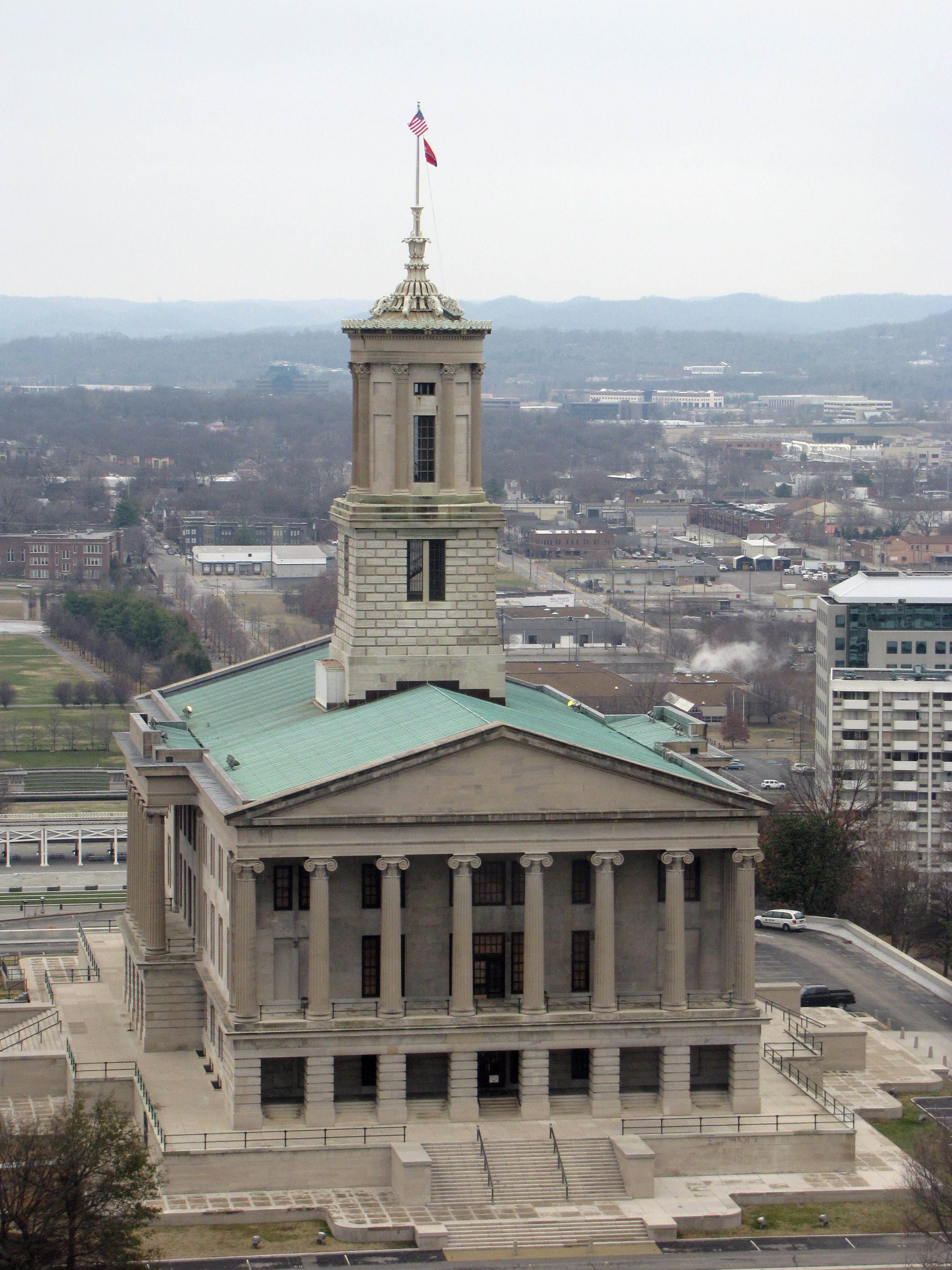

ساختمان کاپیتول ایالت تنسی (Tennessee State Capitol) بنایی است که شاخه مقننه دولت ایالت تنسی در آن قرار دارد.
بنای کنونی در سال ۱۸۴۵ با معماری ویلیام استریکلند ساخته گردید و در نشویل قرار دارد.
این بنا خانه مجلس نمایندگان و سنای ایالت است.

## نگارخانه

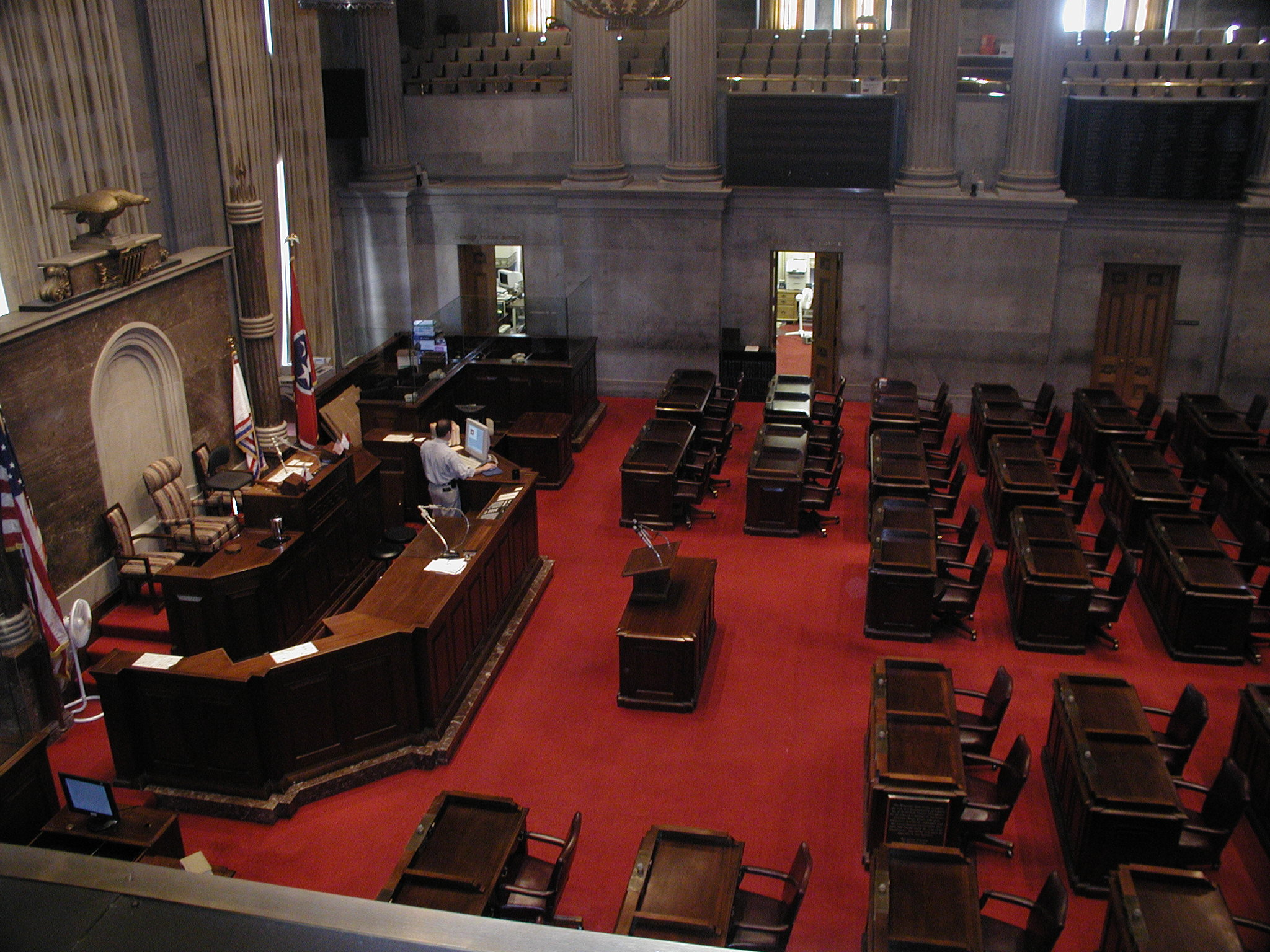
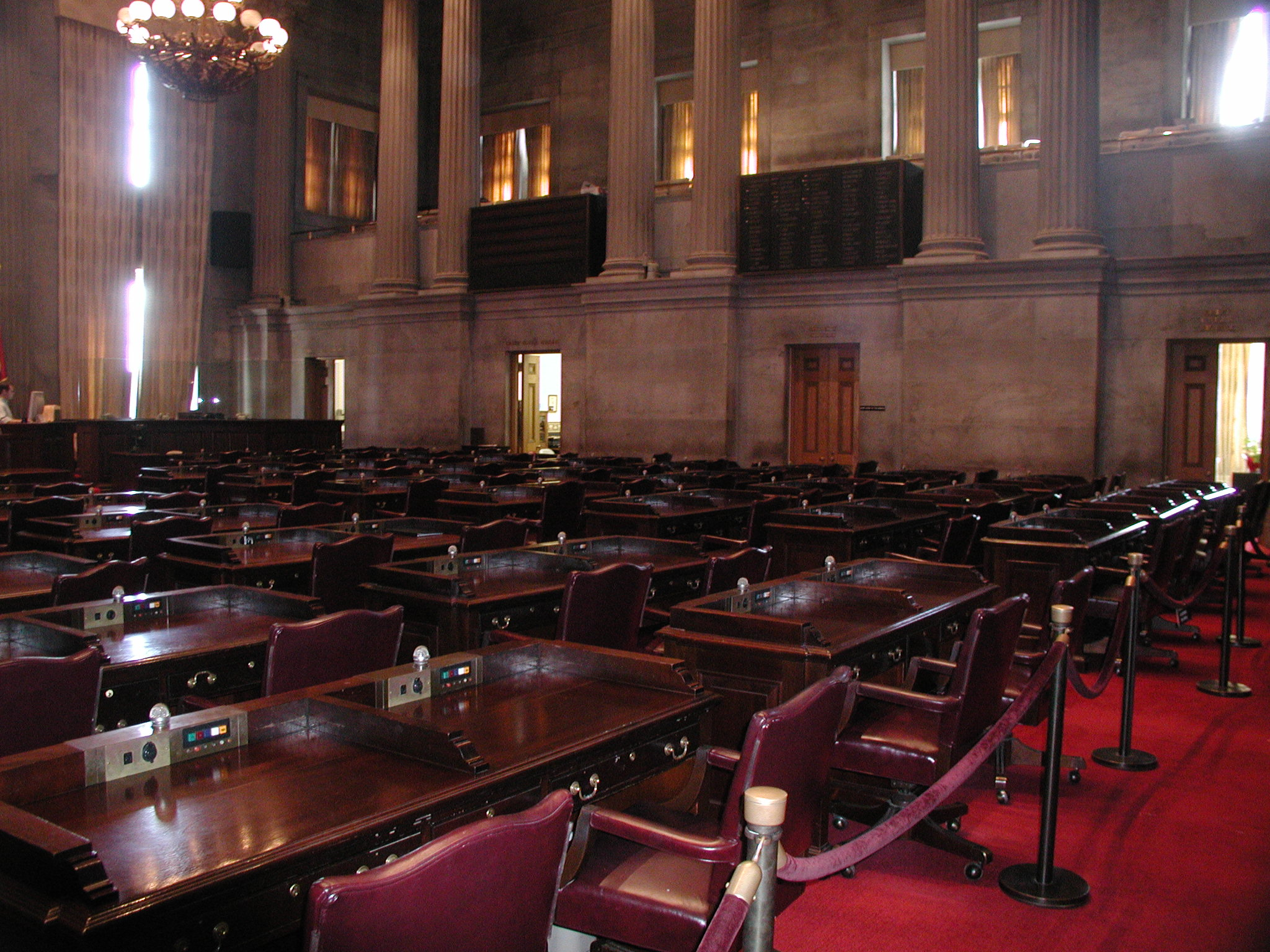
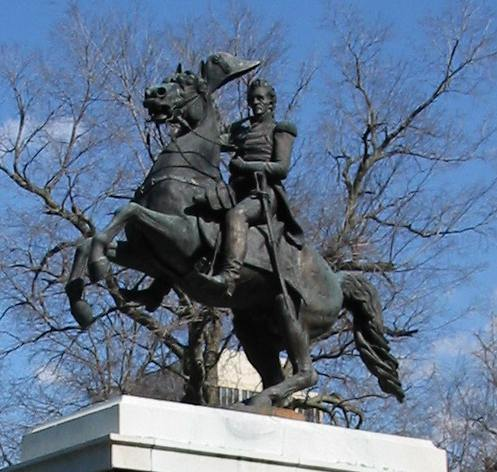
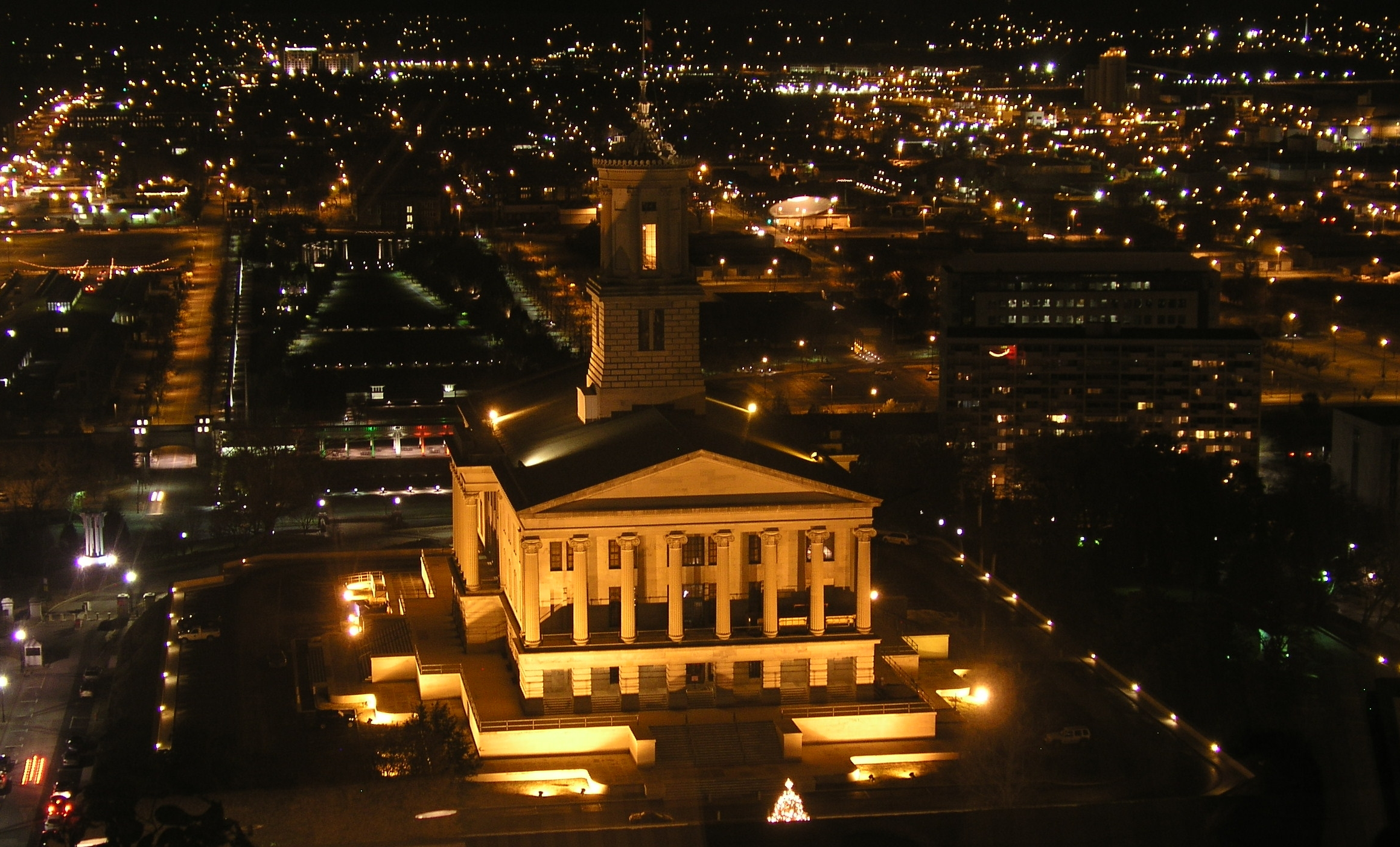